# 金鈕扣
金鈕扣（学名：Acmella paniculata）是菊科金钮扣属的植物。分布在台湾、广东、云南、广西、泰国、越南、尼泊尔、日本、缅甸、印度、印度尼西亚、锡金、柬埔寨、马来西亚、老挝等地，生长于海拔800米至1,900米的地区，常生于荒地、路旁、田边、沟边、溪旁潮湿地和林缘。早已人工栽培為草藥材。

## 别名
红细水草、散血草、小铜锤、天文草（广东）、遍地红、黄花草、过海龙（云南）

## 异名
- Spilanthes paniculata DC.